# Озеро (Ровненская область)
Озеро (укр. Озеро) — село в Каноничской сельской общине Варашского района Ровненской области Украины.
До 2020 года входило во Владимирецкий район.
Население по переписи 2001 года составляло 1564 человека. Почтовый индекс — 34331. Телефонный код — 3634. Код КОАТУУ — 5620887601.